# Roy Harris
Roy Ellsworth Harris, född den 12 februari 1898 i Chandler i Oklahoma, död den 1 oktober 1979, var en amerikansk tonsättare, som skrev mycket musik på amerikanska ämnen och mest känd för sin symfoni nr 3.

## Biografi
Harris hade en blandad härstamning av skotska, irländska och walesiska anor och föddes av fattiga föräldrar i en timmerkoja i Oklahoma. Fadern lyckades spara pengar för att köpa en bit mark i San Gabriel Valley i södra Kalifornien dit familjen flyttade 1903, och där Roy växte upp i en isolerad bondemiljö.
Harris studerade pianospel för sin mor och spelade klarinett. Fastän han senare studerade vid University of California, Berkeley, var han fortfarande nästan helt självlärd när han började komponera musik, men i början 1920-talet tog han lektioner för Arthur Bliss och Arthur Farwell, forskare på amerikansk indianmusik.
Så småningom fick han kontakter österut med andra unga tonsättare och fick möjlighet att tillbringa åren 1926–1929 i Paris som en av de unga amerikaner som fick sin slutliga utbildning under Nadia Boulanger. Under hennes ledning började han sina livslånga studier av renässansens musik och skrev sitt första betydande verk: konserten för piano, klarinett och stråkkvartett.
När han återvänt till USA började han samarbeta med Howard Hanson vid Eastman School of Music i Rochester och Serge Koussevitsky vid Boston Symphony Orchestra. Dessa samarbeten säkrade utrymme för framförande av de storskaliga verk han skrev. Det var hans symfoni nr 3, som blev hans stora genombrott och gav honom ett känt namn.
Under 1930-talet undervisade Harris vid Mills College, Westminster Choir College och Juilliard School of Music. Han tillbringade större delen av resten av sin karriär inom ett antal lärartjänster och bostadsorter. Han fick många av USA:s mest prestigefyllda kulturella utmärkelser och i slutet av sitt liv tilldelades han Honorary Composer Laureate i delstaten Kalifornien.
Tillsammans med sin hustru, pianisten Johana Harris, organiserade han konserter och festivaler och grundade 1959 the International String Congress. De främjade amerikansk folksång genom att inkludera folksånger i sina konserter och radiosändningar.

## Verk
Harris har komponerat minst 18 symfonier, men alla är inte numrerade och alla är inte skrivna för orkester. En fullständig lista är följande:
- Symphony - Vårt arv (1925 rev 1926, övergav.), Som ibland kallas Symfoni nr 1 [för orkester] - endast en Andante överlevde
- Symphony – Amerikanskt porträtt(1928-1929) [för orkester]
- Symphony 1933 (1933), som ibland kallas Symfoninr 1 [för orkester]
- Symfoni nr 2 (1934) [för orkester]
- Symfoni för röster (1935) efter Walt Whitman [för kör a cappella]
- Symfoni nr tre (1.937-1938, rev. 1939) [för orkester]
- Folksong Symphony (Symfoni nr 4) (1939 rev. 1942) [för kör och orkester]
- Symfoni nr 5 (1940-1942 rev. 1945) [för orkester]
- Symfoni nr 6 "Gettysburg Adress" efter Lincoln (1943-1944) [för orkester]
- Symfoni för Band 'West Point "(1952) [för USA:s militära band]
- Symfoni nr 7 (1951-1952, rev. 1955) [för orkester]
- Symfoni nr 8 "San Francisco" (1961-62) [för orkester med concertante piano]
- Symfoni nr 9 (1962) för Philadelphia [för orkester]
- Symfoni nr 10 'Abraham Lincoln "(1965) [för högtalare, kör, mässing, 2 pianon och slagverk], reviderad version för solist, kör, piano och orkester (1967; saknas)
- Symfoni nr 11 (1967) till New York PO 125. [För orkester]
- Symfoni nr 12 'Pere Marquette "(1967-1969) [för tenor solo, solist och orkester]
- Bicentennial Symphony 1776 (1969-1974), numrerade av Harris som Symfoni nr 14 av vidskepelse över antalet 13, men postumt numreras som nr 13 av Dan Stehman med tillstånd av kompositörens änka [för sex delar kör och orkester med solo röster och solist]

Dessutom finns det en saknad (och kanske inte avslutat) Symfoni för High School Orchestra (1937) och följande ofullbordade eller fragmentariska verk:
- Amerikanska Symphony (1938) [för jazzband]
- Choral Symphony (1936) [för kör och orkester]
- Walt Whitman Symphony (1955-1958) [baryton solo, kör och orkester]